# Woldemar Graf Uxkull-Gyllenband
Moritz August Woldemar Graf Uxkull-Gyllenband (* 17. April 1898 in Bogliasco; † 24. Mai 1939 in Reutlingen) war ein deutscher Althistoriker.

## Leben und Werk
Woldemar Graf Uxkull-Gyllenband war der Sohn des Grafen Woldemar von Uxkull senior und der Schriftstellerin Lucy Ahrenfeldt. Die Familie Uxkull stammte aus dem baltischen Adel. Schon im Alter von neun Jahren, im Herbst 1906, wurden Woldemar und sein Bruder Bernhard von Uxkull-Gyllenband auf der Straße von Ernst Morwitz „entdeckt“, der in engem Kontakt zu dem bekannten Dichter Stefan George stand und auf der Suche nach Zöglingen für den George-Kreis war. Die Brüder wuchsen im Bayerischen Viertel in Berlin auf, wo Morwitz sie privat unterrichtete. Trotzdem blieben ihre schulischen Leistungen hinter den Erwartungen zurück, so dass sie ab 1912 das Gymnasium der Klosterschule Ilfeld im Harz besuchten. Wie aus Briefen an seinen Bruder hervorgeht, wurde er 1915 nach einem „schwerwiegenden Verstoß“ gegen die Schulordnung der Schule verwiesen. Ab 1916 bereitete sich Woldemar von Uxkull in Privatkursen auf das Abitur vor; nun stand er auch in regelmäßigem Kontakt mit Stefan George selbst. 1917 legte er sein Abitur am Fichtegymnasium in Berlin ab.
Danach war Uxkull von Juli 1917 bis Januar 1919 Soldat in einer Eliteeinheit der preußischen Armee (Garde-Schützen-Bataillon Berlin-Lichterfelde), zunächst als Rekrut, seit Februar 1918 im Fronteinsatz in Mazedonien. Er begann nach Kriegsende ein Studium der Altertumswissenschaften und der Alten Geschichte, zunächst an der Universität München, dann in Berlin und schließlich in Heidelberg. Nachdem er bereits vor und im Krieg mehrmals mit Stefan George Kontakt gehabt hatte, wurde Uxkull Pfingsten 1919 bei einem Treffen in Heidelberg gemeinsam mit Percy Gothein und Erich Boehringer, die er schon aus dem Studium kannte, in den George-Kreis eingeführt. Über den Kreis kam er 1919/20 auch in Kontakt mit Ernst Kantorowicz, der ein enger Freund und Liebhaber – Kantorowicz bezeichnete ihn als „Tischgenoss und Bettgespiel“ – wurde und ihm sein überaus erfolgreiches Buch Kaiser Friedrich der Zweite widmete. Beide wohnten eine Zeitlang in demselben Haus in Heidelberg.
Als Schüler Alfred von Domaszewskis promovierte er 1922 in Heidelberg über die Quellen der Kimon-Biografie Plutarchs (magna cum laude). 1923/24 hielt sich Uxkull-Gyllenband in England auf, wo er in der British Library in London forschte und Vorlesungen in Oxford besuchte. 1925 habilitierte er sich für Alte Geschichte bei Wilhelm Weber in Halle mit einer Untersuchung über Plutarch und die griechische Biographie, eine Erweiterung seiner Dissertation. Nach einigen Lehrstuhlvertretungen nahm er 1932 den Ruf auf den Lehrstuhl für Alte Geschichte der Universität Tübingen an. Einen Ruf nach Kiel lehnte er 1934 ab. Uxkull starb 1939 an den Folgen eines Verkehrsunfalls. Er ist auf dem Stadtfriedhof Tübingen begraben.
Er war ein Cousin von Alexander, Berthold und Claus Schenk Graf von Stauffenberg, die seit den 1920er Jahren ebenfalls dem George-Kreis angehörten. Vor allem Alexander, ebenfalls Althistoriker, stand ihm nahe. In Tübingen war Gyllenband auch mit Carlo Schmid eng befreundet. Nach der Machtübernahme der Nationalsozialisten am 30. Januar 1933 geriet Uxkull-Gyllenband rasch unter den Einfluss der NS-Ideologie. In einer Rede über das revolutionäre Ethos Georges an die Tübinger Studentenschaft aus Anlass von Georges 65. Geburtstag im Juli 1933 interpretierte er den Nationalsozialismus als eine Erfüllung der Visionen Stefan Georges. Daraufhin wandten sich viele seiner alten Freunde von ihm ab. Vor allem der als Jude bereits diskriminierte Kantorowicz, dem er ein Widmungsexemplar schickte, war entsetzt. Sein Exemplar der Schrift, die er als Beleidigung des Geheimen Deutschland empfand, versah Kantorowicz mit vernichtenden Randbemerkungen: „Total verantwortungslos“ – „kläglich banal“ – „in jedem Grad der Übertreibung und der Ärmlichkeit beleidigend“. Uxkull hielt noch im selben Jahr im Rahmen von Wolfgang Frommels Mitternachtssendungen im Reichssender Berlin den Vortrag Von Spartas Untergang, in dem er sich deutlich gegen das totalitäre Sparta und für das demokratischere Athen positionierte. Dieser Vortrag lässt sich vielleicht als indirekte Stellungnahme gegen die nationalsozialistische Ideologie lesen.
Uxkull-Gyllenbands wissenschaftliche Schwerpunkte waren vor allem das klassische Griechenland und die Papyri als Quelle für die Verwaltungs- und Rechtsgeschichte der römischen Kaiserzeit. Seine Studien zu den Biographien Plutarchs fanden keine positive Resonanz in der Fachwelt, zumal Felix Jacoby sie 1929 in einer Rezension als „merkwürdige Vereinfachung“ kritisiert hatte. Sehr viel einflussreicher war sein oft gelobter Kommentar zum Gnomon des Idios Logos, der bis heute als Standardwerk gilt. Dabei hielt er sich, anders als andere Mitglieder des George-Kreises (z. B. Ernst Kantorowicz), in seinen wissenschaftlichen Veröffentlichungen mit Wertungen und Heroisierungen im Sinne der Georgischen Ideologie meist zurück. Ein bedeutender Schüler Uxkull-Gyllenbands war unter anderen Karl Friedrich Stroheker.

## Bildnis
- Charles Crodel: Woldemar Graf Uxkull-Gyllenband, Emil Utitz, Gerhard Marcks, enkaustische Malerei, Halle 1931.[12]

## Schriften (Auswahl)
- Griechische Kultur-Entstehungslehren (= Bibliothek für Philosophie. Bd. 26, ZDB-ID 956367-2). Simion, Berlin 1924 (Digitalisat).
- Plutarch und die griechische Biographie. Studien zu Plutarchischen Lebensbeschreibungen des V. Jahrhunderts. Kohlhammer, Stuttgart 1927 (Zugleich: Halle, Universität, Habilitations-Schrift) (Digitalisat).
- Das Bildungs- und Wissenschaftsideal im Altertum (= Öffentliche Vorträge der Universität Tübingen. Ihre Geschichte, Aufgabe und Bedeutung in der Gegenwart. Die Universität. Bd. 1, 1932/33, ZDB-ID 28131-1). Kohlhammer, Stuttgart 1933 (Digitalisat).
- Das revolutionäre Ethos bei Stefan George (Vortrag, gehalten zum 65. Geburtstag des Dichters vor der Studentenschaft der Universität Tübingen). Mohr, Tübingen 1933. Digitalisat
- Der Gnomon des Idios Logos. Band 2: Kommentar (= Ägyptische Urkunden aus den Staatlichen Museen zu Berlin. Griechische Urkunden. Bd. 5, ZDB-ID 802641-5). Weidmann, Berlin 1934. archive.org.